# Artavazd Karamian
Artvazd „Artiom” Karamian (armeană: Արտավազդ Քարամյան, n. 14 noiembrie 1979) este jucător armean de fotbal retras din avtivitate. A mai jucat în România pentru Rapid București, FC Timișoara și Steaua București. Fratele său geamăn, Arman Karamian, este de asemenea fotbalist.
În martie 2006 a primit Medalia „Meritul Sportiv” clasa a II-a cu o baretă din partea președintelui României de atunci, Traian Băsescu, deoarece a făcut parte din echipa Rapidului care a obținut calificarea în sferturile Cupei UEFA 2005-2006.
La sfârșitul anului 2014 a luat cetățenia română, împreună cu fratele său. Ei trăiesc în România cu copiii și soțiile lor.

## Titluri
| Sezon   | Club            | Titlu                |
| ------- | --------------- | -------------------- |
| 2000-01 | Pyunik Erevan   | Prima Ligă (Armenia) |
| 2001-02 | Pyunik Erevan   | Prima Ligă (Armenia) |
| 2001-02 | Pyunik Erevan   | Cupa Armeniei        |
| 2005-06 | Rapid București | Cupa României        |